# 克林頓鎮區 (密蘇里州德克薩斯縣)
克林頓鎮區（英語：Clinton Township）是位於美國密蘇里州德克薩斯縣的一個行政鎮區。

## 地方資料
克林頓鎮區的面積為169.80平方千米，當中陸地面積為169.63平方千米，而水域面積為0.16平方千米。根據2020年美國人口普查的數據，當地共有人口1556人，而人口密度為每平方千米9.16人。